# Thor: Ragnarok
Thor: Ragnarok je ameriški superjunaški film iz leta 2017, ki temelji na liku Thora iz Marvelovih stripov, produciral ga je Marvel Studios, distribuiral pa Walt Disney Studios Motion Pictures. Je nadaljevanje filmov Thor (2011) in Thor: Svet teme (2013) in je 17. film v filmskem vesolju Marvel (MCU). Film je režiral Taika Waititi po scenariju Erica Pearsona in scenaristične ekipe Craiga Kylea in Christopherja Yosta, v njem pa igrajo Chris Hemsworth kot Thor, skupaj z njim pa igrajo tudi Tom Hiddleston, Cate Blanchett, Idris Elba, Jeff Goldblum, Tessa Thompson, Karl Urban, Mark Ruffalo in Anthony Hopkins. V filmu mora Thor pravočasno pobegniti s tujega planeta Sakaar, da reši Asgard pred Helo in bližajočim se Ragnarokom.
Film je bil potrjen januarja 2014, ko sta Kyle in Yost začela pisati scenarij. Oktobra istega leta je bilo objavljeno, da bosta v filmu nastopila Hemsworth in Hiddleston, kasneje istega meseca pa je bilo objavljeno, da bo naslov filma Thor: Ragnarok. Waititi se je pridružil filmu kot režiser leto kasneje, potem ko se je režiser predhodnega filma, Alan Taylor odločil, da se ne bo vrnil k projketu. Ruffalo se je pridružil igralski zasedbi, ki je ponovno upodobil Hulka, kar je omogočilo prilagoditev elementov komične zgodbe iz leta 2006 "Planet Hulk" za Ragnarok. Preostala igralska zasedba, vključno z Blanchett v vlogi Hele, je bila potrjena maja 2016, Pearsonovo sodelovanje pa je bila razkrito na začetku snemanja tistega julija. Glavni del snemanja je potekal v Brisbanu in Sydneyju v Avstraliji, drugi del filma pa je bil posnet tudi v studiu Village Roadshow v Oxenfordu, kjer se je snemanje zaključilo oktobra 2016.
Thor: Ragnarok je bil premierno predvajan v gledališču El Capitan v Hollywoodu v Los Angelesu 10. oktobra 2017, v Združenih državah pa je bil izdan 3. novembra kot del tretje faze MCU. Film je prejel pohvale kritikov za svojo igralsko zasebo in Waititijevo režijo, pa tudi za akcijske prizore, vizualne učinke, zvočnoglasbo in humor, številni kritiki pa so ga ocenili za najboljši del franšize Thor. Zaslužil je 855 milijonov dolarjev in postal najuspešnejši film v seriji ter deveti najuspešnejši film leta 2017. Nadaljevanje Thor: Ljubezen in grom je izšlo julija 2022.

## Vsebina
Dve leti po bitki pri Sokovii, Thora zapre ognjeni demon Surtur, ki razkrije, da Thorov oče Odin ni več v Asgardu. Pojasnjuje, da bo kraljestvo kmalu uničeno med prerokovano apokalipso Ragnarok, ko bo Surtur združil svojo krono z Večnim ognjem, ki gori v Odinovem trezorju. Thor se osvobodi, premaga Surturja in vzame njegovo krono, saj verjame, da je s tem preprečil Ragnarok. Thor se vrne v Asgard in ugotovi, da je Heimdall odšel, njegov posvojeni brat Loki pa se predstavlja kot Odin. Lokija prisili, da pomaga najti njunega očeta, ki ga je Loki uročil po njegovi domnevni žrtvi pred leti. 
Z napotki doktorja Stephena Strangea Thor in Loki najdeta Odina na Norveškem. Odin pojasnjuje, da umira, Ragnarok pa je neizbežen kljub Thorjevim prizadevanjem in da bo Odinova smrt osvobodila njegovega prvorojenega otroka, Helo, iz ječe, v katero jo je zaprl pred davnimi časi. Hela, sestra, za katero Thor in Loki sploh nista vedela, da obstaja, je bila vodja Asgardove vojske in je z Odinom osvojila devet kraljestev, vendar jo je Odin zaprl in izpisal iz zgodovine, potem ko je postala preveč krvoločna in ni delila njegovih pogledov na mir.
Odin umre in kmalu zatem se pojavi Hela, ki zahteva, da ji Thor in Loki poklekneta pred njo, češ, da je sedaj ona njuna kraljica. Zavrneta in Thor proti njej vrže svoje kladivo Mjolnir, vendar ga Hela brez težav uniči. Ko nato poskušata pobegniti skozi most Bifröst pred njo, ju Hela oba zasleduje in ju vrže v vesolje. Ko prispe v Asgard, Hela premaga njeno vojsko, pobije trojico bojevnikov in obudi starodavne mrtve, ki so se nekoč borili z njo, vključno z njenim velikanskim volkom Fenrisom. Za svojega služabnika imenuje Skurga. Hela namerava uporabiti Bifröst za razširitev imperija Asgarda, vendar Heimdall vzame meč, ki nadzoruje Bifröst.
Medtem Thor strmoglavi na Sakaarju, planetu smeti, obdanem s črvimi luknjami. Trgovec s sužnji, imenovan Scrapper 142, ga ulovi in ga kot ujetnika proda Sakaarjevemu vladarju, Grandmasteru. Thor prepozna 142 kot Valkiro, eno od legendarnih sil bojevnic, ki so padle v boju s Helo. Thor je prisiljen tekmovati na Grandmaster's Contest of Champions in se soočiti s svojim prijateljem Hulkom. S priklicem strele Thor dobi prednost, vendar velemojster sabotira boj, da bi zagotovil Hulkovo zmago. Thor, ki je po boju še vedno zasužnjen, poskuša prepričati Hulka in 142, da mu pomagajo rešiti Asgard, a nobeden od nju ni pripravljen tega storiti.
Thor najde Quinjet, ki je pripeljal Hulka v Sakaar. Zaradi posnetka Natashe Romanoff se Hulk prvič po odhodu iz Sokovie spremeni nazaj v Brucea Bannerja. 142 se odloči pomagati Thorju rešiti Asgard. Loki jim pomaga ukrasti eno od velemojstrovih ladij. Osvobodijo še preostale druge ujetnike. Loki ponovno poskuša izdati svojega brata, vendar Thor to predvideva in ga onesposobi. Thor, Banner in 142 pobegnejo v Asgard, kjer Heline sile napadejo Heimdalla in državljane Asgarda. Banner se spremeni v Hulka in premaga Fenrisa, Loki pa priskoči na pomoč, medtem, ko se obupani Skurge žrtvuje, da bi rešil prebivalce Asgarda.
Medtem se Thor in Hela spopadeta med seboj, pri čemer Thor utrpi izgubo desnega očesa. Kmalu zatem se mu v mislih prikaže vizija Odina, ki mu pomaga ugotoviti, da Helo lahko ustavi samo Ragnarok, saj je premočna. Lokija pošlje, da sproži Ragnarok, tako da Surturjevo krono položi v večni ogenj. Surtur se ponovno rodi in uniči Asgard ter pri tem ubije Helo. Na krovu velemojstrove vesoljske ladje se Thor, zdaj kralj, pobota z Lokijem in se odloči, da bo svoje ljudi odpeljal na Zemljo. V prizoru po koncu filma jih prestreže veliko vesoljsko plovilo, pozneje pa se strmoglavljeni velemojster sooči s svojimi nekdanjimi podložniki.

## Vloge
- Chris Hemsworth  – Thor
- Tom Hiddleston – Loki
- Cate Blanchett – Hela
- Idris Elba – Heimdall
- Jeff Goldblum – Grandmaster
- Tessa Thompson – Valkyrie
- Karl Urban – Skurge
- Mark Ruffalo – Bruce Banner/Hulk
- Anthony Hopkins – Odin
- Benedict Cumberbatch – Doktor Stephen Strange